# 1481
1481 је била проста година.

## Догађаји

### Децембар
- 14. децембар — Турски војници су после дуже опсаде заузели Нови, а Херцеговина је ушла у састав Османског царства.

- Напад на Крушевац (1481)

## Смрти

### Јануар
- 3. мај — Мехмед II, османски султан (*1432)
- 28. август — Афонсо V Португалски, португалски краљ